# 蕭立炎
蕭立炎（?—?），江西省袁州府萍鄉縣人，清朝政治人物、進士出身。
光緒二十年（1894年），参加光緒甲午科殿試，登進士二甲100名。同年五月，改翰林院庶吉士。光緒二十四年四月，散館，著以部属用。